# Herrera (provincie)
Herrera is een provincie van Panama, gelegen in het zuiden van het land. De hoofdstad is de stad Chitré, die nabij de Golf van Parita ligt.
Het gebied werd op 18 januari 1915 afgescheiden van de provincie Los Santos.
De provincie heeft 109.955 inwoners (2010) op een oppervlakte van 2.362 km².

## Districten
De provincie bestaat uit zeven gemeenten (distrito); achter elk district de hoofdplaats (cabecera):
- Chitré (Chitré)
- Las Minas (Las Minas)
- Los Pozos (Los Pozos)
- Ocú (Ocú)
- Parita (Parita)
- Pesé (Pesé)
- Santa María (Santa María)

Bocas del Toro · Chiriquí · Coclé · Colón · Darién · Herrera · Los Santos · Panamá · Panamá Oeste · Veraguas